# بوسطن مانور
بوسطن مانور هو منزل الإنجليزي مانور جاكوبي تم بناؤه عام 1622م مع تعديلات داخلية، وتم ترميمه بشكل مكثف في القرون اللاحقة، وتمثل بوسطن مانور بارك الحدائق الخضراء المجاورة، وهي ملكية عامة بما في ذلك البحيرة.